# Seneschall der Gascogne
Der Seneschall der Gascogne (englisch Seneschal of Gascony) war der Verwalter des Herzogtums Aquitanien bzw. des Herzogtums Guyenne, als diese vom 12. Jahrhundert bis 1453 im Besitz der englischen Könige waren.
Durch die Heirat von Eleonore von Aquitanien, der Erbin des Herzogtums Aquitanien, mit dem späteren englischen König Heinrich II. fielen 1152 große Teile Südwestfrankreichs an die englischen Könige. Diese Gebiete, vor allem im 13. Jahrhundert auch als Gascogne oder Guyenne bezeichnet, blieben bis Ende des Hundertjährigen Kriegs, bis zum 19. Oktober 1453, unter englischer Herrschaft. Anstelle der meist abwesenden Herzöge von Aquitanien bzw. Könige von England übernahmen Beamte die Regierung des Landes, die als Seneschall bezeichnet wurden. Ihre Befugnisse erstreckten sich vor allem auf den militärischen und juristischen Bereich, oft wurden Einheimische aus der Gascogne zum Seneschall ernannt. In Notzeiten wurde jedoch ein Lieutenant als Statthalter ernannt, der nahezu vizekönigliche Befugnisse hatte. Diese Vertreter des Königs waren fast ausnahmslos Engländer, häufig waren es Magnaten oder Verwandte der englischen Könige.
Bislang sind nicht alle Amtsinhaber bekannt.

## Liste der Seneschalls der Gascogne
Das Amt des Seneschalls der Gascogne hatten:
- 1201–1202 Robert of Thornham († 1211); auch Seneschall des Poitou
- 1214 und von 1218–1219 Geoffrey de Neville († 1225); 1215 auch Seneschall des Poitou
- 1227–1230 und von 1234–1238 Henry de Trubleville († 1239)
- 1243–1245 Nicholas de Moels († nach 1268)
- 1248 Richard de Grey († vor 1272)
- 1253–1254 John de Grey († 1266)
- 1253 Richard de Grey zusammen mit John de Grey
- 1254–1255 Stephen Bauzan († 1257)
- 1255–1257 Stephen Longespée  (1216–1260)
- 1266–1268 Jean I. de Grailly († 1301)
- 1268–1269 Thomas d’Ippegrave
- 1269 Fortaner de Cazeneuve
- 1271–1272 Hugh de Turberville
- 1272–1278 Luke de Tany († 1282)
- 1283 John de Vaux
- 1283–1287 Jean I. de Grailly
- 1287–1288 William Middleton
- 1288–1294 John de Havering
- 1294–1297 John de St John († 1302)
- 1302–1305 John Hastings, 1. Baron Hastings (1262–1313); auch Lieutenant
- 1305–1308 John de Havering
- 1308–1309 Guy Ferre
- 1309–1312 John Hastings, 1. Baron Hastings
- 1312 John de Ferrers, 1. Baron Ferrers of Chartley (1271–1312)
- 1312–1313 Estèbe Ferréol, Sire de Tonneins
- 1313–1316 Amaury III de Craon († 1333)
- 1316–1317 Gilbert Pecche
- 1317–1318 Antonio Pessagno (um 1280–um 1334)
- 1318–1319 William Montagu, 2. Baron Montagu
- 1319–1320 Amaniu du Foussat, Sire de Madaillan
- 1320 Maurice de Berkeley, 2. Baron Berkeley
- 1320–1322 Amaury III de Craon
- 1322 Fulk Lestrange, 1. Baron Strange of Blackmere (um 1267–1324)
- 1323–1324 Ralph Basset, 2. Baron Basset of Drayton († 1343)
- 1324 Robert de Shirland
- 1324 Richard de Grey, 2. Baron Grey of Codnor (um 1281–um 1335)
- 1324 Ralph Basset, 2. Baron Basset of Drayton († 1343)
- 1324–1325 John de Wisham
- 1325–1327 und von 1331–1343 Oliver Ingham, 1. Baron Ingham (um 1287–1344)
- 1327–1331 John de Haustede
- 1343–1345 Nicholas de la Beche
- 1345–1347 Ralph Stafford, 2. Baron Stafford (1301–1372)
- 1347 Hugh Hastings (um 1310–1347); trat sein Amt nicht an
- 1347–1349 Thomas Cok
- 1349 Frank van Hallen
- 1350 John de Chiverston
- 1354 Arnaut-Bernat III de Preissac
- 1354 John de Chiverston
- 1361 Richard Stafford
- 1361–1362 John Chandos († 1369)
- 1363–1377 Thomas Felton († 1381)
- 1378–1383 John Neville, 3. Baron Neville de Raby
- 1383–1384 und von 1390–1394 William le Scrope (1351–1399)
- 1385–1389 John Harpsden
- 1389–1390 und bis 1398 John Trailly
- 1398–1399 Archambaud de Grailly
- 1399–1415 Galhart II de Durfort, Sire de Duras et Blanquefort
- 1415–1423 John Tiptoft (um 1378–1443)
- 1423–1436 John Radcliffe
- 1440–1441 Thomas Rempston († 1458)
- 1442–1445 William Bonville (1392–1461)
- 1450–1453 Richard Woodville, 1. Baron Woodville († 1469)
- 1453 William Bonville, 1. Baron Bonville

## Liste der Lieutenants of Gascony
- 1248–1254 Simon de Montfort, 6. Earl of Leicester (um 1208–1265)
- 1269–1270 Roger of Leybourne (um 1215–1271)
- 1272 Thomas de Clare († 1287)
- 1283 Jean I. de Grailly
- 1293–1294 John de St John († 1302), anschließend Seneschall
- 1295 Edmund, 1. Earl of Lancaster (1245–1296)
- 1295–1298 Henry de Lacy, 3. Earl of Lincoln (1249–1311)
- 1302–1305; 1309–1311 John Hastings, 1. Baron Hastings (1262–1313); von 1302 bis 1305 auch Seneschall
- 1324–1325 Edmund of Woodstock, 1. Earl of Kent (1301–1330)
- 1344, 1345–1347 und 1349 Henry, Earl of Derby (um 1310–1361)
- 1344 Richard FitzAlan, 10. Earl of Arundel (um 1313–1376) (zusammen mit Henry of Grosmont)
- 1352–1355 Ralph Stafford, 1. Earl of Stafford (1301–1372)
- 1355–1357 Edward, (1330–1376); Fürst von Aquitanien 1362–1372
- 1370–1371 John of Gaunt, 1. Duke of Lancaster (1340–1399)
- 1372 John Hastings, 2. Earl of Pembroke (1347–1375)
- 1378–1381 John Neville, 5. Baron Neville (um 1330–1388)
- 1388–1389 John of Gaunt, 1. Duke of Lancaster (1340–1399); 1390 zum Herzog von Aquitanien ernannt
- 1394–1398 Henry Percy (1364–1403)
- 1398 John Beaufort, 1. Earl of Somerset (um 1371–1410)
- 1401–1403 Edward of Norwich, 2. Duke of York (um 1373–1415)
- 1412–1413 Thomas of Lancaster, 1. Duke of Clarence (1388–1421)
- 1413–1414 Thomas Beaufort, Earl of Dorset (1377–1426)
- 1439–1440 John Holland, Earl of Huntingdon (1395–1447)
- 1443 John Beaufort, 1. Duke of Somerset (1404–1444)
- 1452–1453 John Talbot, 1. Earl of Shrewsbury (um 1387–1453)